# Cinkonidin
Cinkonidin, α-kinidin, är en i kinabark förekommande alkaloid, som i synnerhet finns i barken hos odlade plantor. Den utvinns som biprodukt vid framställning av kinin.

## Framställning
Efter utvinningen av kinin tillsätts seignettesalt till moderluten varvid det svårlösliga cinkonidintartratet fälls ut. Detta renas genom lösning i saltsyra och fälls ut med ammoniak. Ur en alkohollösning kan sedan cinkonidin utkristalliseras som vita, bladiga kristaller, som har en mycket bitter smak.

## Användning
Cinkonidin används ibland inom medicinen som ersättning för kinin, mest i form av sulfat, Sulfas cinchonidinicus, vilket bildar vita, nålformiga kristaller, som är lösliga i vatten. 
Kinidin/cinkonidin har avförts från svenska läkemedelsregistret vid utgången av år 2006.
Quionin, är en amerikansk medicin, som i huvudsak verkar på grund av sin halt av cinkonidin.